# Koncentracijski logor Gross-Rosen
Sabirni logor Gross-Rosen (njem. Groß-Rosen) bio je nacistički sabirni logor, koji se nalazio u Gross-Rosenu, u Donjoj Šleziji, danas Rogoźnica u Poljskoj.

## Povijest
Uspostavljen je u ljeto 1940., kao pomoćni logor logora Sachsenhausen. Nezavisni logor postao je 1. svibnja 1941. Kako je kompleks rastao, mnogi zatvorenici bili su primorani raditi na izgradnji pomoćnih objekata i logora.
U listopadu 1941., SS je transportirao oko 3000 sovjetskih ratnih zarobljenika u Gross-Rosen, gdje su strijeljani. Zatvorenici su korišteni i kao robovi za njemačku industriju. Među tvrtkama koje su koristile prisilni rad zatvorenika bili su njemački proizvođači elektronike Blaupunkt i Siemens. Najveći broj zatvorenika bili su Židovi, u početku iz logora Dachau i Sachsenhausen, a kasnije iz Buchenwalda. Židovi su u logor dopremani uglavnom iz Poljske i Mađarske, ali i iz Belgije, Francuske, Nizozemske, Grčke, Jugoslavije, Slovačke i Italije.
Procjenjuje se, da je kroz logor prošlo ukupno oko 125 000 zatvorenika različitih nacionalnosti, od kojih je oko 40 000 umrlo u logoru ili tijekom transporta. Crvena armija je oslobodila logor 14. veljače 1945.